# Christian (prénom)
Pour les articles homonymes, voir Christian.
Cette page présente le prénom Christian ainsi que ses variantes.
Christian est un prénom masculin.

## Étymologie
Le prénom Christian trouve son origine dans le latin Christianus, qui signifie "disciple du Christ" ou "chrétien". Ce terme est lui-même dérivé du grec Christianos, provenant de Christos ("le messie" ou "l'oint" en grec).
Historiquement, ce prénom est associé aux premiers siècles de la chrétienté, utilisé pour désigner les fidèles de la religion chrétienne. Il s'est répandu en Europe à partir du Moyen Âge, porté par des figures religieuses, des souverains et des saints.

## Saints et bienheureux chrétiens
- Christian de Pologne († 1003), moine camaldule évangélisateur de la Pologne, martyr avec quatre autres moines près de Międzyrzecz ; fêté le 12 novembre[1]. Saint Christian était cuisinier dans un monastère en Pologne au XIe siècle ; il fut massacré, une nuit, avec quatre compagnons. La légende dit que les assassins furent enchaînés sur sa tombe et que le saint pardonna : les chaînes tombèrent d'elles-mêmes[2],[3]
- Christian O'Morgair († 1138), ou Croistan, frère de saint Malachie d'Armagh, évêque de Clogher en Irlande à partir de 1126 ; fêté le 12 juin[4]
- Christian († 1245), bienheureux, religieux cistercien de la région de Gdansk, évangélisa la Prusse, fut nommé évêque, facilita l'introduction des Chevaliers teutoniques en Pologne ; fêté localement le 4 décembre[5]
- Christian (XIIIe siècle), bienheureux, l'un des premiers compagnons de saint Dominique, fonda le couvent de Pérouse en Italie ; fêté localement le 1er décembre[6]

## Variantes
Au masculin, on trouve parmi les variantes ou dérivés les plus fréquents Chris, Cristian, Cristiano, Kristen et Kristian.
Les prénom féminins dérivés sont Christiane et Christine.

### Variantes linguistiques
Déclinées de la forme latine Christianus, on trouve des équivalents proches dans de nombreuses langues.

#### Langues romanes
- espagnol : Cristian ou Cristián
- galicien : Cristian
- italien : Cristiano
- occitan : Crestian
- portugais : Cristiano
- roumain : Cristian

#### Langues germaniques
- afrikaans : Christiaan
- anglais : Christian, Chris, Chrissy
- allemand : Christian ; Karsten[8]
- danois : Kristian
- islandais : Kristján
- néerlandais : Christiaan, Karsten[9]
- norvégien : Kristian
- suédois : Kristian

#### Langues slaves
- bulgare : Християн (Khristiïan), Кристиян (Kristiïan), Кристиан (Kristian)
- croate : Kristijan
- macédonien : Кристијан (Kristijan), Христијан (Hristijan)
- polonais : Kristijan
- slovène : Kristijan
- tchèque : Kristián
- ukrainien : Християн (Khrystyïan), Крістіан (Kristian)

#### Langues celtiques
- gaélique écossais : Críosdaidh
- mannois : Creestee
- breton : Kristian

#### Autres langues
- albanais : Kristian
- estonien : Kristjan, Kristian
- finnois : Kristian
- hongrois : Krisztián, les rois danois sont transcrits : Keresztély
- letton : Kristiāns[10]
- lituanien : Kristijonas

## Personnes portant ce prénom
- Christian est un nom répandu dans les dynasties de Scandinavie, Danemark et Norvège.
- Pour l'ensemble des articles sur les personnes portant ce prénom, consulter :
  - la liste des articles dont le titre commence par ce prénom
  - les listes produites par Wikidata : Liste des personnes de prénom « Christian » — même liste en incluant les éventuels prénoms composés qui contiennent « Christian ».